# Kindersinfonie
Die Kindersinfonie (Originaltitel: Berchtoldsgaden Musick und Sinphonia Berchtolgadensis) ist eine Kammermusikkomposition, deren übliche Kammermusik-Besetzung analog zum Originaltitel um typische Kinderinstrumente aus dem Sortiment der Berchtesgadener War erweitert ist. Wer die um 1765 entstandene Sinfonie komponiert hat, ist bis heute nicht eindeutig geklärt. Die Bezeichnungen Berchtoldsgaden bzw. Berchtolgadensis beziehen sich auf Berchtesgaden bzw. das bis 1803 fürstpröpstlich regierte Berchtesgadener Land.

## Geschichte
Die Kindersinfonie ist vermutlich um 1760/70 entstanden und wäre damit als Kammermusikkomposition zeitlich kurz vor oder zu Anfang der Wiener Klassik (ca. 1760 – ca. 1825) einzuordnen. (Die „Stamser Handschrift“ von Stefan Paluselli gilt als die älteste noch existierende Abschrift der Kindersinfonie und wird auf 1790 datiert.)
Den Titel „Kinder-Sinfonie“ erhielt das dreisätzige Werk erstmals 1813 in einer Notenausgabe des Musikverlags Hofmeister, die das Werk unter Nennung von Joseph Haydn als Komponisten präsentierte.
In vielen handschriftlichen Quellen wurde auch Joseph Haydns Bruder Michael Haydn als Komponist des Werks benannt. Vier Handschriften tragen auch nur den Komponistennamen „Haydn“ ohne Nennung eines Vornamens, so dass gar nicht zu entscheiden ist, welcher der beiden Brüder referenziert wird. Sonja Gerlach kommt aufgrund einer Stemma-codicum-Untersuchung der bekannten Quellen zu dem Schluss, dass die meisten handschriftlichen und frühesten Notenquellen (außer der Stamser und der Münchener Handschrift) Michael Haydn als Komponisten nennen, während Joseph Haydn erst in jüngeren Quellen genannt wird, und dass in Wien Michael Haydn gemeinhin als der Komponist angesehen wurde; ein Beweis für dessen Autorschaft sei dies freilich noch nicht.
Im Jahr 1953 publizierte Ernst Fritz Schmid die Entdeckung, dass drei Sätze einer unter dem Namen Leopold Mozart in der Staatsbibliothek München überlieferten siebensätzigen Cassatio mit der Kindersinfonie übereinstimmten. Damit schien erwiesen, dass die Komposition von Leopold Mozart stammte. Als möglicher Bearbeiter wurde neben Mozart selbst auch dessen Schüler Johann Nepomuk Rainprechter vorgeschlagen, der in Felix Lipowskys Musiklexikon ebenfalls als Komponist eines Werkes für Berchtesgadener Instrumente genannt wird; allerdings existiert keine Notenhandschrift, die Rainprechter als Autor der Kindersinfonie anführen würde. Nach neuerer Forschungsmeinung hat Leopold Mozart (sofern die Zuschreibung der Cassatio an ihn stimmt) die Sätze der Berchtoldsgaden Musick wohl eher vorgefunden und in seine eigene Komposition eingebaut. Einige satztechnische Eigenheiten dieser Fassung lassen sie klar als Transposition der ursprünglich in C-Dur stehenden Sätze nach G-Dur erkennen.
Nach neueren Erkenntnissen soll Edmund Angerer der Komponist der „Kindersinfonie“ sein, doch auch diese These ist unter Musikwissenschaftlern nicht unumstritten. So hält der australische Musikwissenschaftler Robert Illing in einer 1994 erschienenen Monographie entgegen, dass es sich bei der Handschrift aus Angerers Feder auch um eine Abschrift handeln könne, diese eine Urheberschaft also nicht beweise. Auch Sonja Gerlach hatte die Stamser Angerer-Quelle als „stark bearbeitet“ bezeichnet; insbesondere lasse sich die Erweiterung des Finales um 11 Takte ohne Ausweichung in eine andere Tonart nur durch die Annahme erklären, dass diese Fassung eine Bearbeitung darstelle.
Hellmut Schöner nannte 1982 ebenfalls die siehe oben als berühmte Komponisten genutzten „Werbeträger“ der Komposition, darüber hinaus aber anstelle von Angerer einen aus der Berchtesgadener Hofmusiker- und Komponistenfamilie Fembacher als möglichen Urheber.

## Aufbau der Kindersinfonie
In der Kindersinfonie kommen neben der üblichen Orchesterbesetzung sieben typische Kinderinstrumente der ab Ende des 15. bis Anfang des 19. Jahrhunderts hergestellten und vertriebenen Berchtesgadener War aus dem seinerzeit fürstpröpstlich regierten Berchtesgadener Land zum Einsatz: Kuckuck, Wachtel, Trompete, Trommel, Ratsche, Orgelhenne und Cymbelstern.
Das vollständige Werk besteht nach der Physischen Beschreibung der Stamser Handschrift sowie den Editionsrichtlinien und dem Revisionsbericht des Instituts für Tiroler Musikforschung aus folgenden drei Sätzen:
1. Allegro
2. Menuetto
3. Finale (Presto)

## Rezeption
Die Besetzung dieser Kindersinfonie mit Spielzeuginstrumenten aus dem Sortiment der Berchtesgadener War inspirierte andere Komponisten wie Bernhard Romberg (1767–1841), der eine Kindersinfonie in C-Dur (Op. 62) schrieb, wie auch Ignaz Lachner (1807–1895) eine Toy-Symphony (Opus 85) komponierte. Und der Budapester Musikdirektor Jiří Družecký (1745–1819) erweiterte sein Bläseroktett um Instrumente der Berchtesgadener War für seine Partita Berdlersgarn. Insgesamt heißt es zum Einsatz dieser Spielzeuginstrumente auf der Webseite des „Terzina Salzburg“-Terzetts auch noch: „Die Fülle der Handschriften und Drucke ist erstaunlich, man findet sie in Stams (Tirol), Budapest, Melk, Eisenstadt, Krummau, Prag, Dresden, Hamburg, Paris, Brüssel und Berlin.“